# Peugeot Typ 30
Der Peugeot Typ 30 ist ein frühes Automodell des französischen Automobilherstellers Peugeot, von dem von 1900 bis 1902 im Werk Audincourt 84 Exemplare produziert wurden.
Die Fahrzeuge besaßen einen Zweizylinder-Viertaktmotor eigener Fertigung, der im Heck liegend angeordnet war und über Kette die Hinterräder antrieb. Der Motor leistete zwischen 3 und 5 PS.
Bei einem Radstand von 165 cm betrug die Fahrzeuglänge 260 cm und die Fahrzeughöhe 200 cm. Die Karosserieform Victoriette bot Platz für drei Personen.